# Powiat żywiecki (Galicja)
Powiat żywiecki – dawny powiat kraju koronnego Królestwo Galicji i Lodomerii, istniejący w latach 1867–1918.
Siedzibą c.k. starostwa był Żywiec. Powierzchnia powiatu w 1879 roku wynosiła 11,1237 mil kw. (640,06 km²), a ludność 87 766 osób. Powiat liczył 71 osad, zorganizowanych w 72 gminy katastralne.
Na terenie powiatu działały 3 sądy powiatowe – w Żywcu, Milówce i Ślemieniu.

## Starostowie powiatu
- Maurycy Wayda (1871)
- Aleksander Janicki von Rola (1879)
- Leopold Morawetz (1882)
- Stanisław Porth (kierownik)[1]
- Benedykt Biernacki (1890)

## Komisarze rządowi
- Ludwik Werner (1871)
- Antoni Hołodyński (1879–1882)
- Julian Kokurewicz (1890)